# Hofjægermester
Hofjægermester var titlen for udvalgte godsejere, der ved enevældens hof bistod ved de kongelige jagter. I dag er det en ærestitel, der ikke indebærer hoftjeneste. Den gives af monarken til udvalgte godsejere og den kgl. jægermester. Uniformen er grøn med sølvtrækkeri.
I 1800-tallet blev jægermester en ærestitel placeret under hofjægermester i rangfølgen (4. klasse nr. 4, mens hofjægermester gav placering i 2. klasse nr. 7).

## Hofjægermestre
Pr. 01.08. 2020 er der følgende 58 hofjægermestre i Danmark, hvoraf 45 er mænd og 13 er kvinder . Årstallet i parentes angiver udnævnelsesåret.
- Christian Benedicht Ahlefeldt-Laurvig (2008), greve (Tranekær)
- Michael Preben Ahlefeldt-Laurvig-Bille (2006), greve (Egeskov)
- Ditlev Alexander Berner (2014), godsejer (Holsteenhus)
- Kim Vincens Bille Brockenhuus-Schack (2015), godsejer, greve (Vennerslund Gods)
- Peter Arnold Busck (2013), godsejer (Rye Nørskov Gods)
- Axel Christian Tesdorpf Castenschiold (2016), godsejer (Pandebjerg Gods)
- Joachim Lorentz Castenschiold (2011) (Borreby)
- Jens Bjerregaard Christensen (2012), kgl. jægermester, skovrider i Gribskov
- Christian Faurschou la Cour (2012) (Trudsholm (Kastbjerg Sogn) og Fuglsøgaard)
- Karin Dinesen (2014), godsejer (Mullerupgaard)
- Dorte Fonnesbech-Wulff Estrup (2018), godsejer (Vesterbygaard Gods)
- Frederik Emil Valdemar Estrup (2018), godsejer (Fjeld)
- Jacob Christen Estrup (2017), godsejer (Skaføgård Gods)
- Hans Iakob Estrup (2009) (Kongsdal)
- Gustav Garth-Grüner (2010) (Sandbygård)
- Hans Peder Garth-Grüner (2018), godsejer (Lille Svenstrup Gods)
- Thomas Garth-Grüner (2019), godsejer (Sparresholm)
- Christoffer Hage (2016), godsejer (Kærsgård Gods)
- Anita Halbye (2013), godsejer (Høvdingsgaard)
- Karsten Hasselbalch (2000) (Grønnæssegård)
- Andreas Hastrup (2003) (Lekkende)
- Charlotte Riegels Hjorth (1998) (Broksø)
- Britta Schall Holberg (1997), fhv. minister (Hagenskov)
- Christina Hou Holck (2015), godsejer (Holckenhavn Gods)
- Susanne Groth Hovmand-Simonsen (2015), godsejer (Knuthenlund)
- Hans Henri Rudolf Iuel (2010) (Lundsgård)
- Hans Michael Jebsen (2011) (Rosendal)
- Erik Knud Juel (1969) (Juelsberg)
- Ulrik Theophil Jørgensen (2016), godsejer (Søllestedgaard Gods)
- Adam Christoffer Knuth (2015), godsejer, lensgreve (Knuthenborg Gods)
- Harald Oluf Jonsen Krabbe (2014), godsejer (Frederiksdal)
- Lars-Hågen Lange (2009) (Ørbæklunde)
- Klavs Krieger von Lowzow (2008) (Estruplund)
- Torben Alexander von Lowzow (2011) (Løvenholt)
- Johann Philip von Malsen-Plessen (2017), godsejer (Selsø-Lindholm)
- Peter Nicolai Fabricius Melchior (2012), godsejer (Gjerdrup og Lyngbygård)
- Barbara Marie Elisabeth Mourier-Petersen (2005) (Rugaard)
- Michael Henrik Victor de Neergaard (2013), godsejer (Valdemarskilde)
- Otto Tage Henrik Axel Reedtz-Thott (2011), baron (Gavnø)
- Otto Frederik Iuel Reventlow (2012), greve (Agerup)
- Gustav Reventlow von Rosen (1998) (Rudbjerggård)
- Carl Gustav Jacob Brønnum Scavenius (2017), godsejer (Klintholm Gods)
- Hans Cederfeld de Simonsen (1985) (Erholm)
- Johan Peter-Henrik Tesdorpf (2018), godsejer (Rathlousdal Gods)
- Linnea Louise Treschow (2014), godsejer (Gammel Kirstineberg)
- Lars Niels Brock Ulrich (2017), godsejer (Skjoldemose Gods)
- Iver Alex Tesdorpf Unsgaard (2016), godsejer (Gjedsergaard Gods)
- Peter Vagn-Jensen (2008) (Selchausdal)
- Hans Mathias Munk Wassard (2012) (Marienlyst)
- Bendt Tido Hannibal Wedell (2006), lensgreve (Wedellsborg og Frijsenborg)
- Anders Steen Westenholz (2013), godsejer (Mattrup Gods)
- Ann Kersti Møller Wiesinger (2019), godsejer (Steensgaard)
- Christian Ove Sehestedt Juul (2019), godsejer (Ravnholt Gods)
- Jacob Arild Moltke-Huitfeldt Rosenkrantz (2019), godsejer (Glorup Gods og Rygård Hovedgård)
- Catharina Reventlow-Mourier (2020), godsejer (Brahetrolleborg)
- Christina Regitze Kaas Knuth (2020), godsejer (Egeløkke)
- Anders Ove Sehested (2020), godsejer (Broholm Gods)
- Manon Kirsten von Lüttichau Blou (2020), godsejer (Havnø)